# Брежу
Брежу (порт. Brejo) — муниципалитет в Бразилии, входит в штат Мараньян. Составная часть мезорегиона Восток штата Мараньян. Входит в экономико-статистический микрорегион Шападинья. Население составляет 33 359 человек на 2010 год. Занимает площадь 1074,631 км². Плотность населения — 31,04 чел./км².
Праздник города — 11 июля. 

## История
Город основан 11 июля 1870 года. 

## Демография
Согласно сведениям, собранным в ходе переписи 2010 г. Национальным институтом географии и статистики (IBGE), население муниципалитета составляет:
| Полное население                               | Полное население                               | Полное население                               | Полное население                               | 33 359 |
| ---------------------------------------------- | ---------------------------------------------- | ---------------------------------------------- | ---------------------------------------------- | ------ |
| в том числе:                                   | Городское население                            | 12 340                                         | Процент городского населения, %                | 36,99  |
|                                                | Сельское население                             | 21 019                                         | Процент сельского населения, %                 | 63,01  |
|                                                | Мужское население                              | 16 883                                         | Процент мужского населения, %                  | 50,61  |
|                                                | Женское население                              | 16 476                                         | Процент женского населения, %                  | 49,39  |
| Плотность населения, чел/км²                   | Плотность населения, чел/км²                   | Плотность населения, чел/км²                   | Плотность населения, чел/км²                   | 31,04  |
| Население муниципалитета в % к населению штата | Население муниципалитета в % к населению штата | Население муниципалитета в % к населению штата | Население муниципалитета в % к населению штата | 0,51   |

По данным оценки 2016 года, население муниципалитета составляет 35 473 жителя.

## Статистика
- Валовой внутренний продукт на 2003 год составляет 45 974 642,00 реалов (данные: Бразильский институт географии и статистики).
- Валовой внутренний продукт на душу населения на 2003 год составляет 1590,87 реалов (данные: Бразильский институт географии и статистики).
- Индекс развития человеческого потенциала на 2000 год составляет 0,552 (данные: Программа развития ООН).

## География
Климат местности: субтропический гумидный. В соответствии с классификацией Кёппена, климат относится к категории Aw'.